# Lasionycta caesia
Lasionycta caesia es una especie de mariposa nocturna de la familia Noctuidae. Habita en la cordillera de las Cascadas del norte de Washington y en las montañas Costeras de Columbia Británica, a 58 grados de latitud norte.
Vive en la tundra rocosa alpina cerca de la línea de los árboles y es nocturna.
La envergadura es de 30-34 mm para los machos y de 32-35 mm para las hembras. Los adultos vuelan desde mediados de julio hasta mediados de agosto.